# Список білоруських імен
Для білоруської мови притаманні народні імена, що характеризуються відсутністю однієї строго закріпленої (канонічної) форми, приміром, як в російській православній традиції (напр., Юра, Юрок, Юрка, а не тільки Юрій), а також відсутністю паралельного застосування по батькові разом з іменами (казали, напр., Юрчиха, коли її батьком був Юрій). Однак в результаті русифікації, яка проходила за радянських часів, в білоруській мові народні імена були витіснені з офіційного вжитку православними канонічними формами імен. Не можна було в документах записати дитину Юрою або Юрком, проте в радянські часи (особливо за часів колективізації та індустріалізації) легко можна було записатися Трактором (Трактор Іванович), Октябрина, Бісектрисою і Конституцією. .

## А

### Чоловічі
- Адам (розм: Адам; давньоєврейське) — людина;

- Яким (біл. Акім) — (розм: Яким, Юктук, Юхим, Юхша; давньоєврейське) — розумний, освічений, мислячий, а також в значенні вчений, мислитель, мудрець;

- Олег (біл. Алег) (розм: Алік, Льоша, Олежка; давньоскандинавське) — святий. Спочатку було князівським ім'ям;

- Олександр (біл. Аляксандр) (розм: Олександр, Ольцік, Вольцік, Вольша, Алех, Алехно; давньогрецьке, дав.-гр. Αλέξανδρος дав.-гр. Αλέξανδρος — мужній, захисник;

- Олексій (розм: Алёкса, Лекса і ін.; давньогрецьке) — захисник;

- Анатолій (розм: Толя, Толік; давньогрецьке) — з області Стародавньої Греції — з Анатолії ;

- Андрій (розм: Яндрей, Андрушах, Андрук; давньогрецьке) — мужній, відважний;

- Аніс (розм: Анісік, Аниська, Аніс; давньогрецьке, дав.-гр. Ὀνήσιμος дав.-гр. Ὀνήσιμος) — корисний, доброчесний;

- Антон (розм: Антоній, Антон; латинське або давньогрецьке) — «той, хто вступає в бій» або «хто купує взамін»;

- Аркадій (розм: Аркадія, Арка; давньогрецьке) — з області Греції — з Аркадієм, з країни пастухів;

- Арнольд (німецьке) — «потужний орел». Рідкісне ім'я, у селян майже не використовувалося;

- Арсеній (розм: Арсеній, Арсен, Сеня, Арсік, Арсук, Арсім, Арсайла, Артіс, Арцім, Арціш; давньогрецьке) — мужній, відважний;

- Артур (розм: Артус, Артук; кельтські) — мужній, відважний;

- Артем (розм: Артюх; давньогрецьке) — здоровий, цілий;

- Остап (біл. Астап) — (розм: Астапук, Астапка, Астахов, Асташов; давньогрецьке) — «який твердо стоїть», «твердий, незмінний, стійкий»;

- Афанасій — (розм: Афанасій, Панас, Панась; давньогрецьке) — безсмертний;

### жіночі
- Агапія (розм: Агата, Гана; давньогрецьке) — хороша, добра;

- Агрипіна (розм: Гріпіна, Агруся, Груня, Рипін; латинське) — етимологія невідома;

- Аделаїда (розм: Аделя, Адька, Аделька, Адельця; німецьке) — гідна видом, шляхетна, шляхетного роду;

- Акуліна (Килина) — (розм: Куліна, Акуліта; латинське) — орлина

- Алла (давньогрецьке) — друга, наступна; за другою версією ім'я латинського походження;

- Альона (розм: Лена, Олена, Ялена, Геля, Аліса; давньогрецьке) — світло, мерехтіння, блиск;

- Олеся (біл. Алеся) — (давньогрецьке) — мужня;

- Аліна (латинське) — інша, чужа;

- Аліса (давньогрецьке) — правда;

- Олександра (біл. Аляксандра) — (розм: Александріна; давньогрецьке ; дав.-гр. Ἀλεξάνδρα дав.-гр. Ἀλεξάνδρα) — мужня, захисник людей;

- Анастасія (розм: Анастасія, Наська, Настя, Настуся, Настенька; давньогрецьке ; дав.-гр. Ἀναστασία дав.-гр. Ἀναστασία — «воскресіння») — «повернута до життя»;

- Ангеліна (розм: ангел, Геля; давньогрецьке) — ангельське;

- Анжеліка (розм: Ліка; латинське, лат. angelicus) — ангельська;

- Анжела (розм: Елла; давньогрецьке) — «вісник», «посланник»;

- Антоніна (розм: Антоля, Тоня; латинське або давньогрецьке) — квітка; та, хто вступає в бій;

- Антонія (розм: Антона; латинське або давньогрецьке) — та, хто вступає в бій; хто купує взамін;

- Анна, Анюта (давньоєврейське) — симпатична, гарненька, розкіш, задоволення;

- Авдотья (розм: Аздоля, Авдюня, дюни, Авдютка, Дютка, Авдося, Дося; давньогрецьке) — благодать;

## Б

### Чоловічі
- Богдан (розм: Богдан, Данчик, Бонік, Боня, Богус, Богуш; старослов'янське) — Богом даний;

- Богуслав (розм: Багусь, Богцік, Багук, Богуш, Богша; старослов'янське) — той, хто славить Бога;

- Базиль, Василь (давньогрецьке) — царський;

- Болеслав (розм: Болес; старослов'янське) — славний, славніший за інших;

- Боніфацій (розм: Боніфацій, Баніхват, Баніфацийка, Баня, Банюсь, Фаця, Ніхват, Боніфація, Боніс; латинське) — творець добра, благодійник;

- Борис (розм: Боря, Борусь; давньогрецьке) — борець, борець; можливо, також від старослов'янського ;

- Борислав (старослов'янське) — той, хто бореться за славу;

- Будіслав (розм: Буде, Слава; старослов'янське) — буди / будити славу;

- Броніслав (розм: Броня, Бранюк, Броняк, Слава; старослов'янське) — той, що оберігає славу;

- Брячислав (розм: Брач, Слава; старослов'янське) — воїн;

- Будимир (розм: буде, Діма, Мірик; старослов'янське) — той, що будить світ;

### Жіночі
- Барбара (латинське) — язичниця, іноземка; поширене серед білорусів-католиків. Див. також: Варвара;

- Будіслава (розм: Буде, Слава; старослов'янське) — буди / будити славу;

- Броніслава (розм: Броня, Бронька, Слава; старослов'янське) — та, що оберігає славу;

- Белла (розм: Белка; латинське) — вродлива

## В

### Чоловічі
- Вадим (розм: Вадик, Валік; старослов'янське) — звинувачувати, наговорювати;

- Валерій (розм: Валер, Валерка; латинське) — сильний, здоровий, бадьорий;

- Валентин (розм: Олесь, Валик; латинське) — здоровий, міцний;

- Варфоломій (розм: Варфоломій, Бахрама, Бартош, Бавтрук, Будрис; давньоєврейське) — «син Толомея»;

- Василь (розм: Василька, Вася, Васька, Базиль, Базилька; давньогрецьке) — царський;

- Венедикт (розм: Бенедикт, Банада, Баніхват, Боніфація; латинське) — благословенний;

- Вікентій (розм: Вінцук, Винця, Вінсент; латинське) — той, хто перемагає;

- Віктор (розм: Вікцік, Віктук, Віктусь; латинське) — перемога;

- Віталій (розм: Віталій, Віталія; латинське) — «життєвий». У білорусів поширене переважно в сім'ях міської інтелігенції;

- Вітовт (розм: Вітус, Вітак; латинське) — «гнати народ»;

- В'ячеслав (розм: Вячко, Вячик, Слава, Славка; старослов'янське) — «славлячи славу», «той, хто мріє прославитися»;

### Жіночі
- Валерія (розм: Лера, Валерка, Валюся, Люся, Люська; латинське) — здорова, міцна;

- Валентина (розм: Валя, Валена, Валюша, Валюня, Тіна; латинське) — здорова, міцна;

- Ванда — (розм: Вана, Вана, Вандзя, Вандочка; польське) — кокетка

- Варвара (розм: Варя, Варця, Варка, Варус, Барбара, Барця, Барціся; латинське) — язичниця, іноземка.

- Віра (роозм: Вірця, Вєрка, Віруня, Віруся; старослов'янське) — сподівання, надія;

- Вероніка (розм: Віра, Ніка, Веронічка, Віка, Вічка; давньогрецьке) — та, що несе перемогу; за другою версією — уродженка італ. міста Верони ;

- Вікторія (розм: розм. Віка, Вікуля, Вікта, Вікця, Викта; латинське) — перемога;

- Віталіна (розм: Віталінка, Талліна, Талінка, Віта, Ліна; латинське) — життєва;

- Віолетта (розм: Віта, Вітуля, Вітуся, Лєта, Вія, Тая; латинське) — фіалка;

- Ольга (біл. Вольга) — (розм: Вольц, Волька, Вальжіна; древнескандинавского) — точної етимології немає, проте деякі вважають, що це жіночий варіант від імені Олег, що означає святий;

- Венера (розм: Венерка, Нера, Віра; латинське) — красива, улюблена. Порівняння: Венера — богиня любові і краси у древніх греків;

- В'ячеслава (старослов'янське) — велика слава,

## Г

### Чоловічі
- Горислав (старослов'янське) — "той, хто "горить «славою»;

- Гаврило (розм: Гаврус, Гаврик, Гаврук, Гавра, Габрук, Габро; давньоєврейське) — божий чоловік;

- Георгій (розм: Юрик, Ярик, Юрка, Юрій, Юрій, Юрила, Ярило, Юрага, Алігор, Жора; давньогрецьке) — землероб;

- Герасим — (розм: Герась, Гарась, Гараська, Гараска, Гарасюк, Грасс, Гарасік; давньогрецьке) — шанований

- Геннадій (розм: Генка, Генусь, Гена; давньогрецьке) — благородний;

- Гліб (розм: Глебка, Глебік; німецьке) — нащадок Бога;

### Жіночі
- Анна (біл. Ганна) — (розм: Ганка, Анця, гінці, Гануся, Ганнуля; давньоєврейське) — симпатична, гарненька, розкіш, задоволення;

- Галина (розм: Галя, Галька, Галинка, Галюня; давньогрецьке) — спокійна, добродушна, поступлива; за другою версією з латинської мови, де мало значення «курка»;

## Д

### Чоловічі
- Давид (розм: Давид, Давідчік, Давидюк, Давидік, Додзьо, Давидько; давньоєврейське) — улюблений;

- Домінік (розм: Домка, Домінічок — латинське) — «день Божий»;

- Данило (розм: Даник, Данусь, Дольцік, Данила, Дануль, Данук, Дануйла; давньоєврейське) — «Бог — мій суддя»;

- Дорофій (розм: Дорох, Дорош, Дорошко, Доропей, Дорофейчик, Дарук, Дарця; давньогрецьке) — «дар Бога»;

- Дмитро (розм: Змітрок, Дмитра, Змітро, Дімка; давньогрецьке) — "той, що належить богині землеробства Деметрі ";

- Денис (розм: Дениска; латинське) — натхненний;

### Жіночі
- Домініка (розм: Домінічка, Даміся, Ніка; латинське) — «день Божий»;

- Дорофія (розм: Дара, Фея, Дарфейка; давньогрецьке) — «дар Бога»;

- Дарина (розм: Одарка, Адар, Дорота, Дарко; давньогрецьке) — переможець;

## Є

### Чоловічі
Євдоким (біл. Еўдакім) — Авдось, Авдік, Авдук, Авдотья, Авдияш
Омелян (біл. Емяльян) — Амяльян, Омелько

### Жіночі
- Єва (розм: Евця, Евка, Явціся; давньоєврейське) — жінка, жива, дружина Адама;

- Євдокія — Авдіся, Авдотка, Авдося, Авдольця

- Єфросинія (розм: Прося; давньогрецьке) — рідна;

## Ж

### Чоловічі
- Ждан (розм: Жданко, Даня, Даник; старослов'янське) — той, кого чекали;

### Жіночі
- Жанна (розм: Анця, Ануся, Анета; давньогрецьке) — Богом дана;

## З

### Чоловічі
- Захарія (розм: Захарія, Захар'я; давньоєврейське) — «пам'ять божа»;

### Жіночі
- Зінаїда (розм: Зіна; давньогрецьке) — уроджена Зевсом, божественна;

- Зося (давньогрецьке) — мудра. Основне: Софія;

## І

### Чоловічі
- Іван (розм: Ян, Ясь, Івась, Івашко, Ясюк, Яська, Якцік, Янук, Ваня, Януш; давньоєврейське) — «Яхве (Бог) змилостивився», «Яхве (Бог) помилував». Основне: Ян;

- Ігор (розм: Ігорьок; древньоскандинавське) — Ingvio — ім'я скандинавського бога багатства і varr — охороняти

Гнат (біл. Ігнат) — Ігнась, Ігнатко
Йосип (біл. Іосіф) — Йосип, Юзик, Юзок, Єська, Юзуль
Ілля — Ільяш, Іллюк, Гальяш

### Жіночі
Ірена — Реня
Ірина — Аріна, Аріша, Арішка

## К

### Чоловічі
Казимир — Казік, Казюк
Карл — Карусь, Карук, Корша
- Кирило (розм: Кирил, Кирик, Кірук, Кір'ян, Чурило; давньогрецьке) — володар, той, хто править, керує;

Кіндрат — Кандрась, Кандраш
Костянтин — Костя, Костик, Кость, Косташ, Констант, Констайла
Кузьма — Кузик, Кузмісь

### Жіночі
Кароліна — Каруся, Карута
Крістіна, Христина — Христя, Крисця, Кристуся, Кріста
Ксенія — Аксюта, Аксьона, Аксініца
Катерина — Кася, Катя

## Л

### Чоловічі
Лаврентій — Лаврук, Лаврик, Лаврусь, Лаврентій, Лавр
Леонід — Ленько, Льонька

### Жіночі
- Лариса ('розм: Лара, Лора, Ларуська; давньогрецьке) — чайка;

- Лідія ('розм: Лідка, Лідуся, Ліда; давньогрецьке) — мабуть, від назви області Стародавньої Греції — Лідії, що в Малій Азії;

- Єлизавета (розм: Лісавета, Ліза; давньоєврейське) — клятва Бога мого ; та, що шанує Бога;

- Лілія (розм: Ліля, Лілюня, Лілюся, Лілюша, Лільок, Лілюльчик; латинське) — від назви квітки лілії;

- Любава (розм: Люба, Любаша, Любавачка; старослов'янське) — давнє язичницьке ім'я, що означає «кохана»;

- Любомира (розм: Люба, Міра; старослов'янське) — улюблена людьми, світом;

- Любов (розм: Люба, Любіна; старослов'янське) — прихильність, відданість, інтерес;

- Людмила (розм: Люда, Міла, Людка, Людуся, Люся, Міля, Мілоша, Мілка, Мілуся; старослов'янське) — мила, добра людям;

- Люція (розм: Лія, Люца, Люцилія; латинське) — світла;

## М

### Чоловічі
Максим — Максимка, Максюта
Матвій — Матук, Мацісь, Матіс, Матияш
Мирон — Мірцік, Мірук, Мірась, Міраш
- Михайло (розм: Михась, Міхалка, Міхайла; давньоєврейське, івр. מִיכָאֵל) — «Хто як Бог», або «Той, Хто як Бог»;

- Микита (розм: Митька; давньогрецьке) — переможець;

Микола — Миколка, Коля, Ніколя

### Жіночі
Магдалена — Магда, Магді, Магдзіся, Магда
Маргарита — Маргуся, Магарета, Магареся
Марія — Марія, Маруся, Марка, Маріанна, Марися, Марті, Марія, Марина — Мариня

## Н

### Жіночі
Наталя — Наталка, Наталька, Натася, Наталія
Ніна — Нінка, Нінуся

## П

### Чоловічі
Павло — Павлик, Павлюк, Павка, Пашка
Петро — Петрусь, Петрик, Пятрук, Петраш
Прокофій — Прокоп, Прокопка, Прокша

### Жіночі
Поліна — Палінка, Полька, Польця, Полюся

## Р

### Чоловічі
Родіон — Радісь, Радик, Радька, Радюк, Роман — Ромаш, Ромцік, Рамук, Ромась

### Жіночі
Раїса — Рая, Раєчка, Раїска
Регіна — Рася, Раська, Раїн

## С

### Чоловічі
Станіслав — Стась, Стасик, Стасюк, Станіш
Степан — Стьопка
Семен — Симеон, Симон, Сьомка, Сімаш
- Сергій (розм: Сергій, Серж; латинське) — стражник, дуже шанований

### Жіночі
- Світлана (розм: Свєта, Святланка, Ланка; старослов'янське) — світла, ясна;

Софія — Зоська, Зося, Сонька, Соня

## Т

### Чоловічі
- Тарас (розм: Тарасик, Тарасюк, Тарасок-голубок; давньогрецьке) — бунтівник або турбувати, хвилювати;

- Трохим (розм: Трофим, Атрох; давньогрецьке) — годувальник;

### Жіночі
- Таїсія (розм: Таїса, Тая, Тася, Таюня, Таюта, Таєчка; давньогрецьке) — та, яка належить Ісіді ;

- Тамара (розм: Тома, Тамарка, Тамуся; давньоєврейське) — фінікова пальма;

- Тетяна (розм: Таня, Тацянка, Тацяна, Танюся, Татка, Тата, Туся, Таша; латинське або давньогрецьке) — організатор;

## У (В)

### Чоловічі
- Володимир (біл. Уладзімір) (розм: Володік, Володька, Валодусь, Владико, Володша, Ладик, Владик, Ладись, Ладамір, Ладша; старослов'янське) — той, хто володіє світом;

Владислав (біл. Уладзіслаў) — залагодити, Владук, Ладись, Владзь, Влад

### Жіночі
Уляна — Улянка, Уля

## Ф

### Чоловічі
- Федір (розм: Тодор, Федір, Ходась, Хадаш, Тодік, Хвядук, Феодосій; давньогрецьке) — божий дар;

Філіп -Пилип, Пилипко, Хвіліп
Франциск — Франтішек, Пронцік, Франак

### Жіночі
Фекла — Текля

## Х

### Чоловічі
- Харлам (розм: Харлан, Харламка, Харлан; давньогрецьке) — радість, захоплення; той, хто сяє

- Християн, Крістіан (розм: Хрисцік, Хрисцюк, Ян; давньогрецьке) — християнин

### Жіночі
- Християна (розм: Христя, Хрися, Яна; давньогрецьке) — християнка

## Ц

### Чоловічі
Тимофій (біл. Цімафей) — Цімук, Тимко, Цімусь
Тихон (біл. Ціхан) — Тишка, Тихін

## Ч

### Чоловічі
- Чеслав (розм: Чесь, Слава; старослов'янське) — чекати слави;

### Жіночі
- Чеслава (розм: Чеся, Слава; старослов'янське) — чекати слави;

## Е

### Чоловічі
- Едуард (розм: Едвард, Адуард, Едісь, Едзьо, Едюк, Едька; латинське) — той, хто охороняє;

### Жіночі
- Ельвіра (розм: Еля, Елла, Ельвірка, Елюня, Елюся, Елюша, Віра; німецьке) — та, яка все захищає;

- Еліна (розм: Еля, Елінка, Ліна давньогрецьке) — уродженка Греції, гречанка ;

- Емма (розм: Емка, Еіуня, Муня; німецьке) — ретельна, копітка;

- Емілія (розм: Миля, Аміль, Емма, Еля, Меля, Мільцеся; німецьке) — ласкава, запобіглива;

## Ю

### Чоловічі
- Юлій (розм: Юлісь; латинське або давньогрецьке) — з відомого римського роду Юлія або кучерявий;

- Юрій (розм: Юра, Юрок, Юрка, Юрій, Юра, Юхно; давньогрецьке) — землероб (народний варіант від Георгій);

### Жіночі
- Юлія (розм: Юля, Юлька, Юльця, Юляся, Юліана; латинське або давньогрецьке) — з відомого римського роду Юлія або кучерява;

## Я
Єгор (біл. Ягор) — Єгорка
Яків — Якуб, Янцік, Яктук, Яктусь, Ян
- Ян (розм: Янка, Янук, Ясь; давньоєврейське) — «Яхве (Бог) змилостивився», «Яхве (Бог) помилував»

Євгеній (біл. Яўгеній) — Євген, Авгук, Авгусь, Авгей, Авгіяш, Геньцік, Геніс, Генюш
Юхим (біл. Яфім) — Яхімка

### Жіночі
Ядвіга — Ядвіся, Ядя
Євгенія (біл. Яўгенія) — Югася, Геньця, Авгуся, Авгінья